# Khartanchha
Khartanchha (nep. खार्तम्छा) – gaun wikas samiti we wschodniej części Nepalu w strefie Sagarmatha w dystrykcie Khotang. Według nepalskiego spisu powszechnego z 2001 roku liczył on 481 gospodarstw domowych i 2468 mieszkańców (1285 kobiet i 1183 mężczyzn).